# Улица Рудневой
Улица Ру́дневой — небольшая улица на северо-востоке Москвы в Бабушкинском районе Северо-восточного административного округа. Начинается от Анадырского проезда у станции Лосиноостровская и проходит до Изумрудной улицы. Пересекает улицу Коминтерна, справа примыкает Янтарный проезд.

## Происхождение названия

Памятник Е. М. Рудневой на пересечении с Изумрудной улицей.

Названа 29 августа 1964 года в честь Героя Советского Союза, штурмана гвардейского Таманского полка ночных лёгких бомбардировщиков Евгении Максимовны Рудневой, жившей в этом районе.. До 1964 года — Советская улица города Бабушкин, в 1920-х — 1930-х годах — Советский проспект, ранее — Лосиноостровский просек.

## История
Улица возникла в 1898 году при застройке дачного посёлка Лосиноостровский, с 1925 года — город Лосиноостровск, с 1939 — Бабушкин. В 1930-е годы «в клубе-театре на Советском проспекте регулярно устраиваются спектакли и киносеансы». В конце 1940-х — начале 1950-х годов дачная застройка сменяется городской: четырёх-пятиэтажными домами. В августе 1960 года вместе с городом Бабушкин улица вошла в черту Москвы.

## Примечательные здания и сооружения
По нечётной стороне:
- Дом 3 — Московский государственный историко-этнографический театр;

По чётной стороне:
- Дом 2/20 — книжный магазин «Лосиный остров»;
- Дом 10 — Школа № 2018; вечерняя школа № 203.

На пересечении с Изумрудной улицей установлен памятник-бюст Е. М. Рудневой (скульптор А. Кузнецов).

## Транспорт
В начале улицы — станция Лосиноостровская. По улице проходят маршруты автобусов № 183, 601 в одном направлении от станции Лосиноостровская.